# Pseudoscopelus pierbartus
Pseudoscopelus pierbartus är en fiskart som beskrevs av Spitz, Quéro och Vayne 2007. Pseudoscopelus pierbartus ingår i släktet Pseudoscopelus och familjen Chiasmodontidae. Inga underarter finns listade i Catalogue of Life.